# Grosuplje
Grosuplje este un oraș din comuna Grosuplje, Slovenia, cu o populație de 7.625 de locuitori.